# Hiplyra
Hiplyra is een geslacht van kreeftachtigen uit de klasse van de Malacostraca (hogere kreeftachtigen).

## Soorten
- Hiplyra elegans (Gravier, 1920)
- Hiplyra longimana (A. Milne Edwards, 1874)
- Hiplyra michellinae Galil, 2009
- Hiplyra platycheir (De Haan, 1841)
- Hiplyra ramli Naderloo & Apel, 2012
- Hiplyra sagitta Galil, 2009
- Hiplyra variegata (Rüppell, 1830)